# Godec
Godec je človek, ki igra na preprosti instrument, večinokrat na podeželju. Včasih pa so z besedo godec označevali kar glasbenike oziroma instrumentaliste. Tudi danes v Sloveniji dostikrat slišimo besedo godec. Najbolj znani slovenski godec je Lojze Slak.
Godec v književnosti pomeni nosilca tradicionalnega umetnostnega, tudi slovstvenega ustvarjanja in poustvarjanja. Godec je med drugim lahko pesnik, pevec ali pripovedovalec. Godce je kot avtorje ustno sporočenih pesmi prvi omenil nabožni pesnik Ahacij Stržinar v uvodu v pesmarico leta 1729.

## Razvoj godčevstva na Slovenskem
Ljudski godec na Slovenskem ni bil nikoli samostojen poklic. Godci so bili nadarjeni posamezniki z godčevsko žilico- zabavnjaki. Med premožnimi kmeti, pretežno kmečkega prebivalstva, jih ni bilo, največkrat so bili to kočarji in rokodelci, ki so si z godčevstvom znali zaslužiti dodatni denar za preživetje. Plačevanje godcev in zaslužek so urejale šege in navade ter poprejšni dogovor z naročnikom. Večkrat pa se je denar zanje pobiral kar sproti ali na koncu od gostov prireditve. Čim boljši in zabavnejši je bil godec, tem več je znal zaslužiti. Nastopi godcev so bili vedno povezani tudi z petjem, plesom in zabavo. Slovensko glasbeno izročilo ohranja do današnjih dni posebnost večglasje in tudi sprotno glasbeno ustvarjanje- improvizacijo. Enoglasja in solističnih glasbil naša ljudska glasba ne pozna. Razvoj domačega instrumentalnega izraza je izoblikoval tipično slovensko zvočnost, ki jo še danes predstavlja sestav; klarinet, harmonika in bariton. Ta v pevskem smislu odgovarja sestavu, pri katerem eden poje naprej-(vodi), drugi ga spremlja in tretji pridaja bas. Znotraj te formule je potem mogoče skoraj vse. Važno je le, kateri godci se znajdejo skupaj in ob kakšni priložnosti igrajo. Nobeno pomembno obdobje, noben pomemben dogodek življenjskega in koledarskega kroga ni šel mimo brez prisotnosti godcev, glasbe in plesa.